# Carl August Rojahn
Carl August Rojahn (* 23. September 1889 in Duisburg; † 17. März 1938 in Halle an der Saale) war ein deutscher Chemiker und Hochschullehrer der pharmazeutischen Chemie und Nahrungsmittelchemie.

## Leben
Carl August Rojahn studierte von 1911 bis 1916 Chemie an der Universität Marburg, der Technischen Hochschule Braunschweig und der Universität Rostock. In Braunschweig wurde er im Wintersemester 1912/13 Mitglied des Corps Hercynia. 1916 wurde er von der Universität Rostock zum Dr. phil., dem damals üblichen Doktorgrad für Naturwissenschaftler, promoviert. Anschließend arbeitete er in Braunschweig als Assistent bei Heinrich Beckurts und  wurde dort 1923 nach seiner Habilitation zum Privatdozenten ernannt. 1926 wurde er außerordentlicher Professor an der Universität Freiburg. Bereits ein Jahr später wurde er zum ordentlichen Professor für Pharmazeutische Chemie und Nahrungsmittelchemie an die Universität Halle berufen. 1938, kurz vor seinem Tod, erhielt er einen Ruf an die Universität Breslau.
Neben zahlreichen präparativen Arbeiten arbeitete Rojahn vor allem auf dem Gebiet der Analytik in der pharmazeutischen Chemie.

## Schriften
- Carl August Rojahn: Die Uebertragung der Friedel-Crafts'schen Ketonsynthese auf Pyrazole, 1916
- Carl August Rojahn: Pharmazeutical Analyse, 1927
- Carl August Rojahn: Qualitative und chemische Analyse nebst Abriß der Grundlagen der allgemeinen Chemie: Zum Gebrauch in chemischen und pharmazeutischen Laboratorien, 1935
- Julius K. Koch, Carl August Rojahn: Über die Herstellung homöopathischer Verreibungen in der Apotheke mittels Kugelmühlen, 1937
- Carl August Rojahn: Vorschriften zur Darstellung chemischer, pharmazeutischer und phytochemischer Präparate: Band Organisch-chemische Präparate, 1937
- Carl August Rojahn, K. F. Gorbauch: Über den analytischen Nachweis von 105 pharmazeutisch wichtigen organischen Säuren, 1938